# ظاهرة مايسنر

نرى المجال المغناطيسي لا ينفذ داخل الموصل في حالة فرط التوصيل بل تبتعد خطوط الفيظ المغناطيسي كليا عن الموصل.

ظاهرة مايسنر (بالإنجليزية: Meissner effect)‏ ظاهرة طرد أو دفع حقل مغناطيسي لجسم ذي موصلية فائقة. أُكتُشفت هذه الظاهرة مصادفةً، اكتشفها الفيزيائيان الألمانيان فالتر مايسنر وروبرت أكسنفيلد سنة 1933م، عندما كانا يقومان بقياس انتشار التيّار الكهربائي في عينة صغيرة مبردة من الرصاص ومعرضة لحقل مغنطيسي.

## التفسير
عندما تكون مادة ذات توصيل فائق في حالة التوصيل المفرط (أي مبردة بدرجة اقل من درجة الحرارة الحرجة لها) فأن خطوط الفيض المغناطيسي تبتعد كلياً عن الموصل وتفسر هذه الظاهرة على أن التحول من الحالة الاعتيادية إلى حالة فرط التوصيل (حالة التوصيل الفائق) تكون مصحوبة بتيارات سطحية كافية لالغاء المجال المغناطيسي داخل الموصل وعلى هذا الأساس فأن الموصل المفرط له تأثير كما لو كان لديه عزم مغناطيسي معاكس إلى المجال المغناطيسي المسلط ولهذا يمكن اعتباره ذا خواص دايامغناطيسية مثالية فيرتفع للاعلى فوق المغناطيس[بحاجة لمصدر]

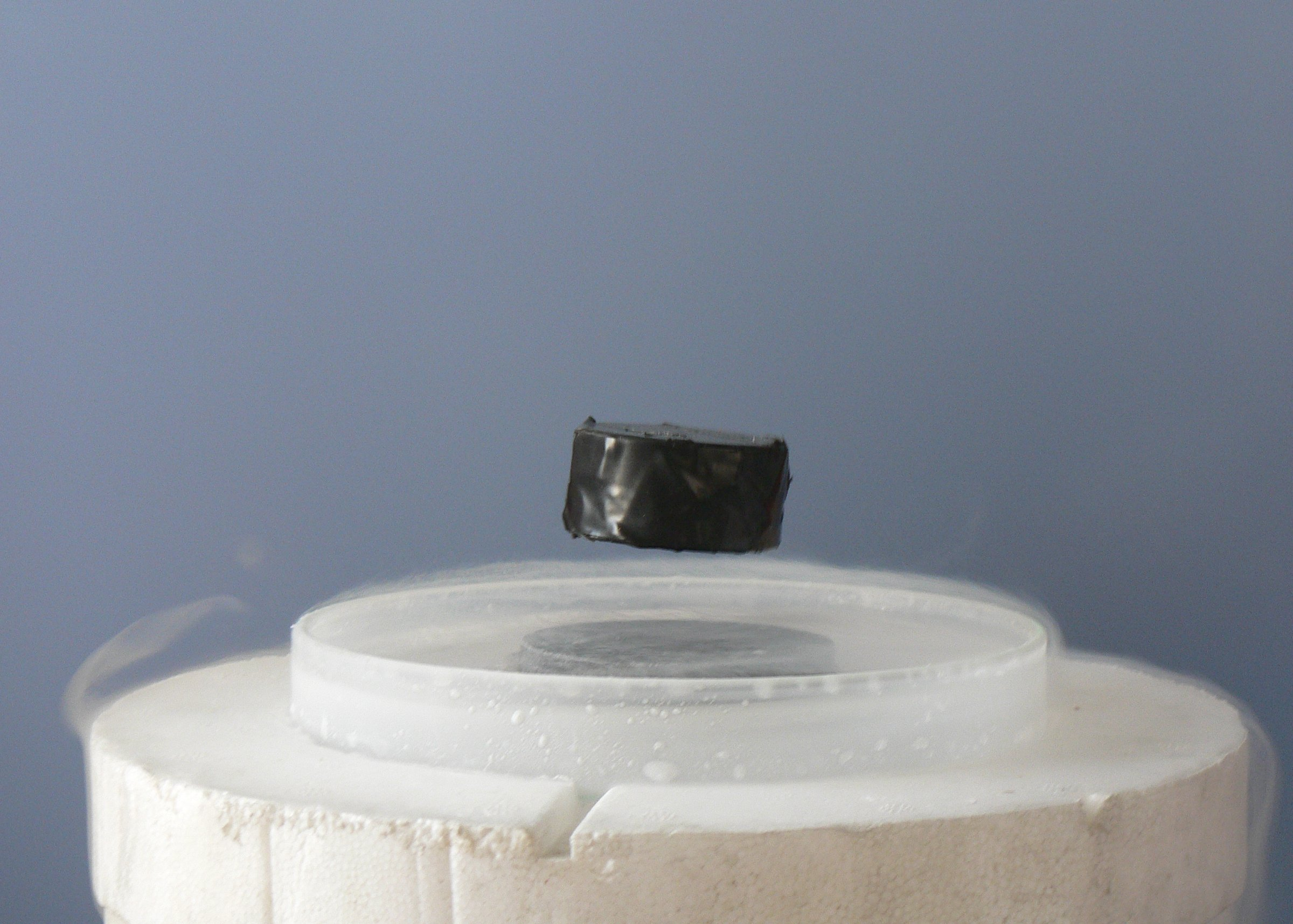
مغناطيس يسبح في الفضاء فوق موصل فائق مبرد بالنيتروجين السائل، يوضح ظاهرة مايسنر.

## المبدأ الفيزيائي
عندما تكون مادة ذات توصيل فائق في حالة التوصيل المفرط (أي مبردة بدرجة اقل من درجة الحرارة الحرجة لها) فأن خطوط الفيض المغناطيسي تبتعد كلياً عن الموصل، وتفسر هذه الظاهرة على أن التحول من الحالة الاعتيادية إلى حالة فرط التوصيل (حالة التوصيل الفائق) تكون مصحوبة بتيارات سطحية كافية لالغاء المجال المغناطيسي داخل الموصل وعلى هذا الأساس فأن الموصل المفرط له تأثير كما لو كان لديه عزم مغناطيسي معاكس إلى المجال المغناطيسي المسلط، ولهذا يمكن اعتباره ذا خواص دايامغناطيسية مثالية.
يمكن القول أن الفوموصل يعمل كمرآة للحقل الكهرمغناطيسي أيضا من ضمن الاشياء المستخدمه بظاهره مايسنر القطار الطائر أو القطار فائق السرعة.